# ホソバシャクナゲ
ホソバシャクナゲ（細葉石楠花、学名：Rhododendron makinoi ）はツツジ科ツツジ属シャクナゲ亜属の常緑低木。別名、エンシュウシャクナゲ（遠州石楠花）。

## 特徴
枝を横に広げ、樹高は1-2mになる。若い枝には褐色の綿毛状の枝状毛が密に生える。葉は互生し、革質で、枝先に集まってつき、葉柄は長さ1-2.5cmになり、褐色の綿毛状の枝状毛が密生する。葉身は長さ7-18cm、幅1-2cmになり、狭長楕円形で、先はとがり、基部はくさび形で葉柄に流れる。葉の表面は無毛で光沢があり、細脈がしわ状になり、裏面には褐色の綿毛状の長い枝状毛が密生し、スポンジ状になる。
花期は5月。枝先に短い総状花序をつけて、5-10個の花をつける。花柄は長さ1.5-3cmになり、褐色のやわらかな枝状毛が密生する。花冠は紅紫色で、径4-5cmの漏斗形で5中裂し、花冠の上側内面に濃色の斑点がある。雄蕊は10本で、花糸の下半部に短い毛が散生する。花柱の基部に毛が散生し、子房には褐色の枝状毛が密生する。果実は蒴果で長さ10-15mm、幅約6mmの短い円柱形になり、褐色の枝状毛が密生する。

## 分布と生育環境
日本固有種。本州の静岡県の天竜川以西から愛知県東部に分布し、山地の日当たりのよい岩場に生育する。日本産のシャクナゲ類では、最も標高が低い場所に生育する種で、愛知県北設楽郡設楽町にある本種の自生地は、「ホソバシャクナゲ自生地」として愛知県の天然記念物に指定されている。

## 保全状況評価
絶滅危惧II類 (VU)（環境省レッドリスト）

## 下位分類
- シロバナホソバシャクナゲ Rhododendron makinoi Tagg ex Nakai f. leucanthum (Makino) Sugim. [7]
- クルマザキホソバシャクナゲ Rhododendron makinoi Tagg ex Nakai f. muranoanum (Makino) H.Hara[8]
- ヤエホソバシャクナゲ（ヤエエンシュウ） Rhododendron makinoi Tagg ex Nakai f. plenum Sugim. [9]